# Cafè Colom
|  | Per a l'edifici de Terrassa, vegeu Cafè Colón. |

El Cafè Colom és una obra del municipi de Garriguella (Alt Empordà) inclosa en l'Inventari del Patrimoni Arquitectònic de Catalunya.

## Descripció
Situada al bell mig del nucli urbà de la població de Garriguella, formant cantonada amb els carrers Gran i de Sant Josep.
Edifici de planta més o menys rectangular, amb coberta a dues vessants de teula, distribuït en planta baixa, pis i golfes. La façana principal presenta un portal d'accés rectangular cobert amb una petita teulada a un sol vessant de teula. A banda i banda hi ha dues finestres d'arc de mig punt bastides amb maons. Al pis, destaquen dues finestres rectangulars actualment tapiades, bastides amb carreus de pedra i llinda plana. La que està situada més al sud presenta la llinda gravada amb el nom JOAN BADELLA/1773. A les golfes s'observa una finestra circular, oberta modernament. A la part superior, la façana presenta un coronament pla, amb una motllura semicircular a la part central. La façana lateral presenta tres finestres d'arc de mig punt, bastides també amb maons. Al pis, tres finestres rectangulars amb els muntants bastits amb carreus i les llindes planes gravades. La finestra situada a l'est presenta l'any 1773 i la central HEC MORI TURO SATIS 1775. La llinda oest, restituïda, presenta les inicials GPM DJ 2004. Totes les inscripcions presents a l'edifici estan destacades de color negre.
La construcció està bastida amb pedra sense treballar, de diverses mides, lligada amb morter de calç. Les reformes i refeccions estan bastides amb maons i fragments de material constructiu. Ambdues façanes presenten un ampli sòcol arrebossat i pintat de color vermell.

## Història
L'edifici presenta diferent obertures cegades, d'arc a nivell amb llinda monolítica, on es poden llegir les següents inscripcions: "IOAN BADELLA 1773", "HEC MORI TURO SATIS 1775", "1773" i "GPM DJ 2004".